# Ołena Teliha

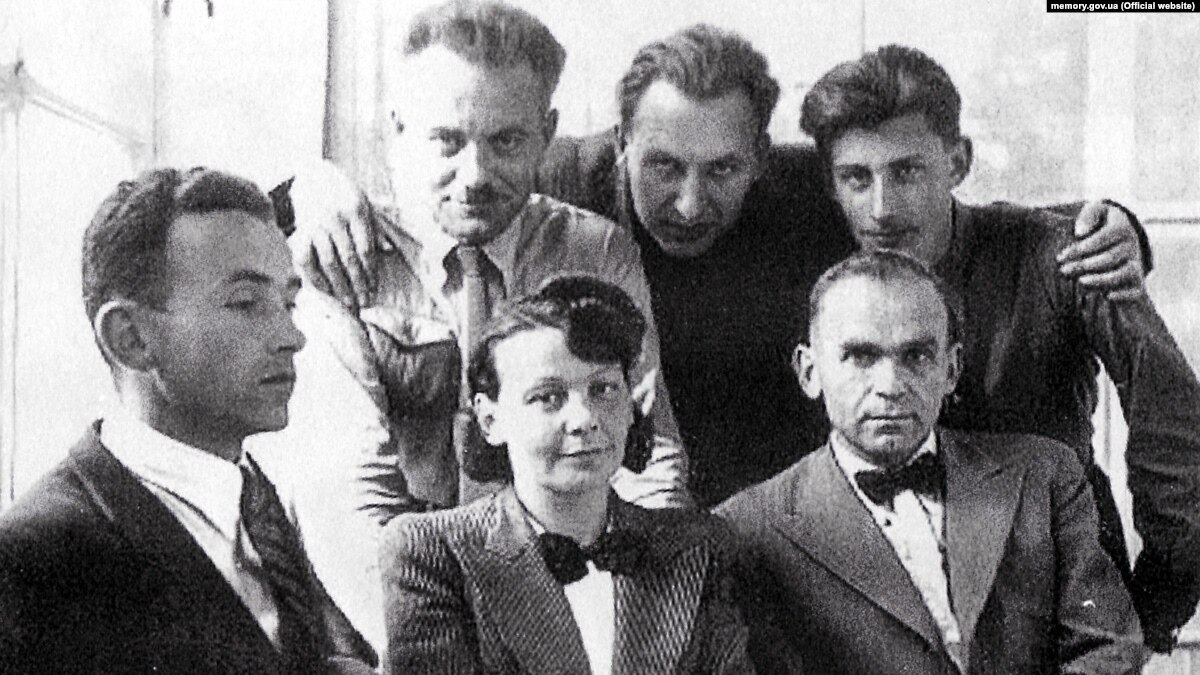
Ołena Teliha i Ułas Samczuk (pierwszy rząd od prawej), Lwów, lato 1941

Ołena Iwaniwna Teliha, ukr.: Оле́на Іва́нівна Телі́га (ur. 8 lipca?/21 lipca 1906 we wsi Illinskoje w guberni moskiewskiej, zm. 21 lutego 1942 w Kijowie) – ukraińska poetka i krytyk literacki. Należała do tzw. „praskiej szkoły” ukraińskiej poezji, reprezentując nurt neoromantyczny.

## Życiorys
Córka Iwana Szowheniwa – inżyniera melioratora. Po przewrocie bolszewickim w Rosji rodzina opuściła Petersburg i zamieszkała w Kijowie, na terytorium Hetmanatu. W 1920 ojciec Ołeny, urzędnik Ukraińskiej Republiki Ludowej opuścił Kijów razem z wycofującym się z miasta Wojskiem Polskim i Armią URL w obawie przed represjami ze strony władz komunistycznych. Po pobycie w Polsce osiadł w Czechosłowacji. Wiosną 1922 matka poetki wraz z dziećmi dołączyła do męża, który w tym czasie był już rektorem Ukraińskiej Akademii Gospodarczej w Poděbradach. W Czechosłowacji Ołena uzyskała świadectwo maturalne, ukończyła studia na Wydziale Historyczno-Filologicznym Akademii Pedagogicznej w Pradze. Tam też wyszła za mąż za swojego długoletniego przyjaciela Mychajła Telihę, z którym wiele lat później została rozstrzelana. To właśnie w Czechosłowacji rozpoczęła się jej kariera poetki oraz publicystki-literaturoznawcy.

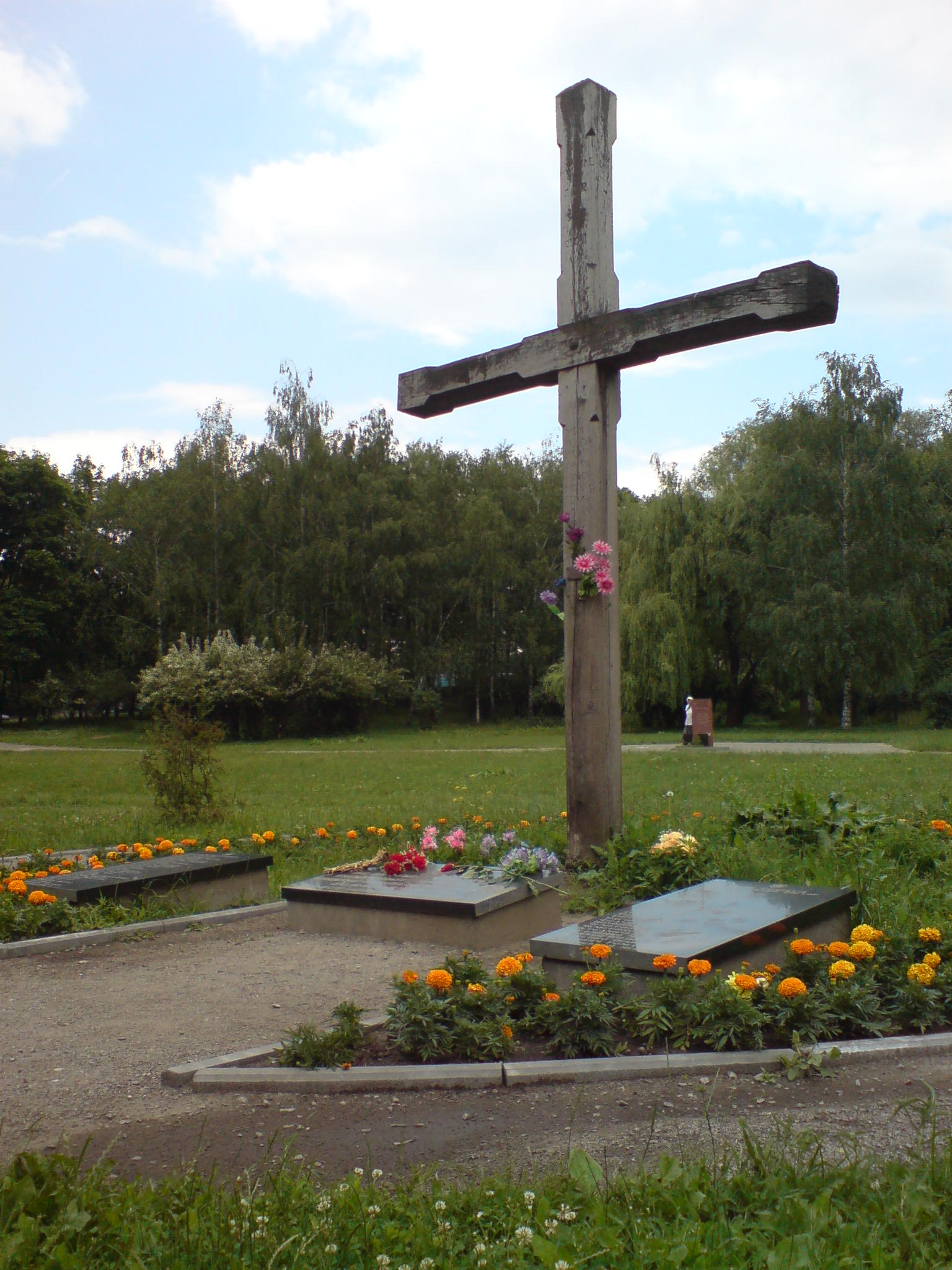
Drewniany krzyż w Babim Jarze, poświęcony pamięci zamordowanych tu ukraińskich nacjonalistów, w tym Ołeny Telihy

Od 1929 r. do wybuchu II wojny światowej, Teliha mieszkała w Warszawie. W tym czasie zaczęły się problemy finansowe. Ołena występowała w nocnych kabaretach, śpiewając piosenki, pracowała jako modelka, aż w końcu udało jej się znaleźć posadę nauczycielki nauczania początkowego. W 1939 r. w Krakowie Teliha poznała Ołeha Olżycza (Kandybę), wstąpiła do OUN-M (Organizacja Ukraińskich Nacjonalistów – frakcja melnykowska) i rozpoczęła z nimi współpracę na gruncie oświatowo-kulturalnym.
Po ataku III Rzeszy na ZSRR i zajęciu Kijowa przez Wehrmacht we wrześniu 1941, Ołena wciąż tęskniła za Kijowem i, nieświadoma niebezpieczeństwa, wyjechała w październiku 1941 z grupą przyjaciół do miasta swojej młodości. W Kijowie założyła Związek Pisarzy Ukraińskich, pomagała potrzebującym, współpracowała z redakcją „Ukraińskiego Słowa" Iwana Rogacza, wydawała tygodnik literacko-artystyczny „Litawry". Nawet po aresztowaniu redakcji „Ukraińskiego Słowa" Ołena ignorowała i nie przestrzegała nakazów niemieckich władz. 7 lutego 1942 r. rozpoczęły się masowe aresztowania. Mimo że przyjaciele ostrzegali ją, że Gestapo przygotowuje obławę na ulicy, przy której mieścił się Związek, Ołena oświadczyła, że nie będzie uciekać w obliczu niebezpieczeństwa, skoro sama nawołuje do tego, by stawiać mu czoła. Był więc to jej świadomy wybór. Gdy Ołena została aresztowana, Mychajło poszedł za nią, podając się za pisarza, by móc być blisko żony. 
Teliha została rozstrzelana 21 lutego 1942 , według OUN-M w Babim Jarze, gdzie Gestapo miało rozstrzelać w tym czasie kilkuset aktywistów organizacji. Ukraiński historyk Jurij Radczenko twierdzi jednak, że takiego miejsca śmierci poetki nie potwierdzają żadne dokumenty.
Dużo miejsca w swojej twórczości poświęcała miłości, niektórzy uważali, że jest w nich wręcz zbyt dużo erotyzmu i namiętności i emocji; tworzyła również poezję obywatelską, głosząc potrzebę stawiania czoła hitlerowskiemu okupantowi. Jej wiersze rozproszone zostały zebrane w trzech edycjach: Dusza na storożi, Prapory ducha i Połumjani meżi oraz opowiadania Abo – abo.
Teliha napisała m.in.:
Poworot (Powrót)
"Siohodni kożnyj krok chotiw by buty walsom..." (Dziś każdy krok chciałby być walcem...)
Lito (Lato)
"Ja ruci, szczo była, – ne probaczu..." (Ręce, która biła, nie wybaczę...)
Wirnist' (Wierność)
"Hostri oczi rozkryti w morok..." (Ostre oczy otwarte w mrok...)
"Machnut' rukoju! Rozillat' wyno!..." (Machnąć ręką! Rozlać wino!...)
Naperedodni (Poprzednio)
"Use – łysze ne ce! Ne ci spokijni dni..." (Wszystko – tylko nie to! Nie te spokojne dnie...)
Bezsmertne (Nieśmiertelne)
Nepowtorne swiato (Niepowtarzalne święto)
Czołowikowi (Mężowi)
Weczirnia pisnia (Pieśń wieczorna)
Mużczynam (Mężczyznom)
"Moja dusza j po temnim trunku..." (Moja dusza po ciemnym trunku...)
Żyttia (Życie)
Łyst (List)
Suczasnykam (Współczesnym)
Zasudżenym (Skazanym)
Tango
Wesniane (Wiosenne)
Widpowid' (Odpowiedź)
Podorożnij (Podróżnik)
Radist' (Radość)
I Czuża wesna (Cudza wiosna)
II Sonnyj deń (Senny dzień)
III Płominnyj deń (Płomienny dzień)
"Ne treba sliw. Chaj bude tilky diło..." (Nie trzeba słów. Niech będą same czyny...)
"Nicz buła rozburchana ta t'miana..." (Noc była wzburzona i ciemna...)